# أربوسة هيروغليفية
أربوسة هيروغليفية (الاسم العلمي: Erebus hieroglyphica) هي نوع من الحشرات تتبع جنس الأربوسة من الفصيلة الأربوسية.